# Agona

Agona är en ort i södra Ghana. Den är huvudort för distriktet Sekyere South, och folkmängden uppgick till 10 955 invånare vid folkräkningen 2010.